# Beyond Divinity
A Beyond Divinity egy 2004-ben megjelent szerepjáték, a Divine Divinity folytatása amit a Larian Studios fejlesztett. A játékot vegyes fogadtatásban részesítették a kritikusok.
Egy Deluxe Edition-t is kiadtak ugyanebben az évben. Ez mind a Beyond Divinity-t, mind a Divine Divinity-t is tartalmazza.

## Játékmenet
A játékmenet nagyban hasonlít a Divine Divinity-éhez, de itt a játékos két szereplőt irányít. Mindkét karakternek eltérőek a képességei és felszerelései.